# Грінденко Тетяна Тихонівна
Тетя́на Ти́хонівна Грінде́нко  (*29 березня 1946, Харків) — російська скрипалька.

## Біографія
Почала займатися музикою з шестирічного віку в Харківській середній спеціалізованій музичній школі при Консерваторії (по класу А. Козловічера). Продовжила навчання в Ленінграді, а згодом — у Московській Центральній музичній школі. У восьмирічному віці зіграла з оркестром концерт Й. С. Баха.
Закінчила Московську державну консерваторію імені П. І. Чайковського.
Коло її інтересів не обмежується академічною музикою: 1976 року увійшла до складу рок-групи «Бумеранг», а пізніше — «Форпост».
В цей час Грінденко постійно бере участь у авангардних акціях та фестивалях. Це радянська влада сприймає як інакодумство і у 1978—1988 роках забороняє їй виступати та виїжджати за кордон.
У 1982 році скрипалька створює ансамбль «Академія старовинної музики», що виконує старовинну музику на оригінальних інструментах. Колектив виступав у багатьох країнах світу, брав участь у престижних міжнародних фестивалях та світових прем'єрах ряду опер. У виконанні ансамблю (під упр. Т. Грінденко) звучить музика композитора Олександра Бакші в саундтреку фільму «Перетворення» (2002).
З 1989 — постійно гастролює Росією та світом. 1999 року, для втілення модерністського проекту композитора Володимира Мартинова «Новий сакральний простір», засновує ансамбль «Opus-posth».

## Звання та перемоги на конкурсах
- 1968 — Перша премія та золота медаль Всесвітнього конкурсу молодих виконавців у Софії
- 1970 — Лауреат Міжнародного конкурсу імені П. І. Чайковського у Москві, четверта премія
- 1972 — Перша премія Міжнародного конкурсу скрипалів імені Венявського
- 1991 — Заслужена артистка РСФСР
- 2002 — Народна артистка Росії
- 2002 — Державна премія Російської Федерації (2002, разом з В. Мартиновим)